# Abacarus hystrix
Abacarus hystrix är en spindeldjursart som först beskrevs av Alfred Nalepa 1896.  Abacarus hystrix ingår i släktet Abacarus och familjen Eriophyidae. Arten är reproducerande i Sverige. Inga underarter finns listade i Catalogue of Life.